# Motu (Volk)
Die Motu sind ein indigenes Volk in Papua-Neuguinea, die etwa 25.000 Angehörigen leben in der Provinz Central um die Hauptstadt Port Moresby. Ihre Sprache heißt auch Motu, auf ihr gründet die neuguineische Verkehrssprache Hiri Motu.
Die Motu leben hauptsächlich vom Fischfang und waren früher für ihre schönen Häuser und Kanus berühmt sowie vor allem für ihre Gesichts- und Ganzkörper-Tätowierungen. Eine nichttätowierte Frau wurde als unehrenhaft betrachtet. Heute gelten die Tätowierungen als altmodisch, nur noch Ältere tragen sie.

## Die alten Hiri-Handelsfahrten der Motu
Die früheren Hiri-Fahrten gibt es nur noch in der Erinnerung. Es waren weite, monatelange Handelsfahrten, die die Motu mit ihren Lagatois, aus Kanus zusammengebundenen Segelbooten unternahmen. Dabei tauschten sie ihre begehrten Tonwaren gegen Sago-Palmenmehl ein. Die Lagatoi-Handelsboote werden heute noch zu besonderen Feiern hergestellt, wie dem Unabhängigkeitstag von Papua-Neuguinea.

## Übernahme der Sprache über die Stammesgrenzen hinaus
In der australischen Kolonialzeit dienten viele Motu als Polizisten. Auch für die übrigen einheimischen Polizisten und niedrigen Verwaltungsbeamten galt bald eine vereinfachte Form der Stammes-Sprache als Verkehrssprache in der Sprachenvielfalt Papuas. Diese Sprache, Hiri Motu, wird daher oft auch als Police Motu bezeichnet. Es handelt sich, wie auch die neuguineische Verkehrssprache Tok Pisin, um eine Pidgin-Sprache (Kreolsprache).
Motu und Hiri Motu gehören zu den austronesischen Sprachen. Bis zum Zweiten Weltkrieg verbreitete sich Hiri Motu immer weiter, heute sprechen sie etwa noch 4 Prozent der Bewohner Papua-Neuguineas.